# Рудолф Шенк фон Таутенбург-Нидертребра
Рудолф Шенк фон Таутенбург-Нидертребра (на немски: Rdolf, Schenk von Tautenburg zu Niedertrebra; † между 5 март и 28 юли 1430) е шенк на Таутенбург, близо до Йена, и Нидертребра в Тюрингия и магистрат на Делич в Саксония.
Той е син на Рудолф Шенк фон Таутенбург-Дорнбург († 1349/1351) и съпругата му Елизабет фон Кверфурт, дъщеря на Бурхард (Бусо) VI фон Кверфурт-Небра († 1340) и Мехтилд фон Ваймар-Орламюнде († 1359). Внук е на Рудолф Шенк фон Таутенбург-Дорнбург († сл. 1346) и на фон Хербслебен († сл. 1306), дъщеря на Алберт фон Хербслебен († 1295/1296) и Юта фон Шлотхайм. Потомък е на Рудолф Шенк фон Фаргула († сл. 1130).
Шенките фон Таутенбург притежават господството Таутенбург с Нидертребра от 1345 г. Фамилията притежава от 1427 г. също съседното господство Фрауенприсниц близо до Йена в Тюрингия..

## Фамилия
Рудолф Шенк фон Таутенбург се жени 1360 g. за Агнес фон Котвиц, дъщеря на Хайнрих фон Котвиц-Шкьолен. Те имат децата:
- Рудолф Шенк фон Таутенбург (* пр. 1394; † декември 1425), женен за Агнес Ройс-Плауен († сл. 1461), дъщеря на Хайнрих VII Ройс фон Плауен († 1426), или на Хайнрих IX (VIII) фон Плауен 'Млади' († 1412) и съпругата му Анна фон Ризенбург
- Бусе/Бусо Шенк фон Таутенбург († 16 юни 1426 в битката при Аусиг/Усти над Лабем), господар на Нидертребра, женен за фон Госерщедт, дъщеря на Герхард, маршал фон Херен-Госерщедт († ок. 1407)